# Tropicana Entertainment
Tropicana Entertainment Inc. var ett amerikanskt företag inom gästgiveri och hasardspel. De hade verksamheter på Aruba och i USA.
Företaget hade sitt huvudkontor i Spring Valley i Nevada.

## Historik
Företaget hade sitt ursprung från 2007 när hotellkedjan Columbia Sussex förvärvade kasinoföretaget Aztar för $2,75 miljarder. Aztar ägde bland annat Tropicana Las Vegas och Tropicana Atlantic City. I och med köpet så grundades det ett dotterbolag med namnet Tropicana Entertainment LLC för att vara ett holdingbolag till kasinonen. När spellicensen i Atlantic City, New Jersey skulle förnyas så fick man avslag från delstatens spelkommission New Jersey Casino Control Commission och kasinot hamnade istället under en förvaltare tills kasinot blev sålt till en ny ägare. I maj 2008 gick dotterbolaget i konkurs på grund av den indragna spelarlicensen och den globala finanskrisen. I juli 2009 blev kasinot Tropicana Las Vegas uppköpt av deras fordringsägare med riskkapitalbolaget Onex Corporation i spetsen. Den 8 mars 2010 köpte investeraren Carl Icahn konkursboet för $200 miljoner och nya företaget fick namnet Tropicana Entertainment Inc., man fick också i april spellicens för kasinot i Atlantic City. 2018 köpte Eldorado Resorts tillsammans med Gaming and Leisure Properties (GLPI) företaget för totalt $1,85 miljarder, där GLPI betalade $1,21 miljarder för tomterna och ägandet av Tropicanas egendomar medan Eldorado betalade $640 miljoner för att driva dem.

## Tillgångar
Samtliga tillgångar som Tropicana hade innan GLPI och Eldorado köpte det.
Datum: 31 december 2017
|         | Namn                                | Ort                       | Invigd  | Antal hotellrum | Spelyta (m2) |
| ------- | ----------------------------------- | ------------------------- | ------- | --------------- | ------------ |
|         | Belle of Baton Rouge                | Baton Rouge, Louisiana    | 1994    | 288             | 2 648        |
|         | Lumière Place Casino                | St. Louis, Missouri       | 2007    | 494             | 6 968        |
|         | Montbleu Resort Casino & Spa        | Stateline, Nevada         | 1978    | 438             | 4 181        |
|         | Trop Casino Greenville              | Greenville, Mississippi   | 2012    | 40              | 2 118        |
|         | Tropicana Aruba                     | Palm Beach, Aruba         | —       | 362             | 372          |
|         | Tropicana Atlantic City             | Atlantic City, New Jersey | 1981    | 2 346           | 11 594       |
|         | Tropicana Evansville                | Evansville, Indiana       | 1995    | 338             | 4 218        |
|         | Tropicana Laughlin Hotel and Casino | Laughlin, Nevada          | 1988    | 1 487           | 4 989        |
| Totalt: | Totalt:                             | Totalt:                   | Totalt: | 5 843           | 37 088       |